# Côté labo, côté cuisine

Côté labo, côté cuisine est une émission de télévision réalisée par Hervé This et Philippe Tourancheau, centrée sur les travaux de Hervé This et animé par lui, diffusée en 2002 sur France 5.
Sa thématique est axée sur le concept de gastronomie moléculaire.
L'émission, coproduite par France 5 et le Centre national de documentation pédagogique (CNDP), est constituée d'une série de 18 volets de 6 minutes.